# Poesiomat (Jičín)
Poesiomat v Jičíně stojí jižně od Valdické brány mezi kostelem svatého Jakuba Staršího a hradbami.

## Historie
Poesiomat byl zprovozněn 17. června 2022 díky spolupráci Nadačního fondu Jičín - město pohádky a za podpory města Jičín. Na tvorbě dramaturgie se podílel spisovatel Pavel Hájek, hlas mu propůjčili herci Marek Taclík, Bára Hrzánová a jičínská rodačka Jana Plodková. Lze si poslechnout tvorbu Jaroslava Seiferta, Karla Hynka Máchy, Jaroslava Durycha, Josefa Váchala nebo Vladislava Šíra s jeho prvním českým Atlasem ptáků a také Labutí písně od undergroundového básníka Ivana Martina Jirouse, které napsal v nedalekém Valdickém vězení.